# Daniele Alabiso
Daniele Alabiso (Roma, 7 febbraio 1925) è un montatore italiano.

## Biografia
Ha debuttato nel 1961 e sino al 1997 ha curato il montaggio cinematografico di oltre cento produzioni tra serie televisive e film cinematografici di vario genere, passando dallo spaghetti western alla commedia sexy.
Fra i suoi lavori più celebri si possono citare Il mio amico Benito, Totò e Peppino divisi a Berlino, La morte non ha sesso, Mezzanotte d'amore, Piedone lo sbirro, Il giustiziere di mezzogiorno, La dottoressa del distretto militare, Roma a mano armata, Messalina, Messalina!, Uno contro l'altro, praticamente amici, W la foca, La signora della notte ed altri.

## Filmografia parziale
- Vanina Vanini, regia di Roberto Rossellini (1961)
- Anima nera, regia di Roberto Rossellini (1962)
- Totò e Peppino divisi a Berlino, regia di Giorgio Bianchi (1962)
- 90 notti in giro per il mondo, regia di Mino Loy – documentario (1963)
- I sette del Texas (Antes llega la muerte), regia di Joaquín Luis Romero Marchent (1964)
- I 4 inesorabili, regia di Primo Zeglio (1965)
- Tiro a segno per uccidere (Das Geheimnis der gelben Mönche), regia di Manfred R. Köhler (1966)
- Una donna per Ringo (Dos pistolas gemelas), regia di Rafael Romero Marchent (1966)
- Nel sole, regia di Aldo Grimaldi (1967)
- Vendo cara la pelle, regia di Ettore Maria Fizzarotti (1967)
- A suon di lupara, regia di Luigi Petrini (1967)
- La morte non ha sesso, regia di Massimo Dallamano (1968)
- Una pistola per cento bare, regia di Umberto Lenzi (1968)
- Commandos, regia di Armando Crispino (1968)
- Chimera, regia di Ettore Maria Fizzarotti (1968)
- Il suo nome è Donna Rosa, regia di Ettore Maria Fizzarotti (1969)
- Lisa dagli occhi blu, regia di Bruno Corbucci (1969)
- Zum Zum Zum nº 2, regia di Bruno Corbucci (1969)
- Franco e Ciccio sul sentiero di guerra, regia di Aldo Grimaldi (1970)
- Mezzanotte d'amore, regia di Ettore Maria Fizzarotti (1970)
- Le inibizioni del dottor Gaudenzi, vedovo, col complesso della buonanima, regia di Giovanni Grimaldi (1971)
- Venga a fare il soldato da noi, regia di Ettore Maria Fizzarotti (1971)
- Camorra, regia di Pasquale Squitieri (1972)
- Storia di fifa e di coltello - Er seguito d'er più, regia di Mario Amendola (1972)
- Quando le donne si chiamavano madonne, regia di Aldo Grimaldi (1972)
- Ku-Fu? Dalla Sicilia con furore, regia di Nando Cicero (1973)
- Il magnate, regia di Giovanni Grimaldi (1973)
- Pasqualino Cammarata... capitano di fregata, regia di Mario Amendola (1973)
- Piedone lo sbirro, regia di Steno (1973)
- Il trafficone, regia di Bruno Corbucci (1974)
- La bellissima estate, regia di Sergio Martino (1974)
- La governante, regia di Giovanni Grimaldi (1974)
- Piedino il questurino, regia di Franco Lo Cascio (1974)
- Il giustiziere di mezzogiorno, regia di Mario Amendola (1975)
- Macchie solari, regia di Armando Crispino (1975)
- Il giustiziere sfida la città, regia di Umberto Lenzi (1975)
- La dottoressa del distretto militare, regia di Nando Cicero (1976)
- Squadra antiscippo, regia di Bruno Corbucci (1976)
- La poliziotta fa carriera, regia di Michele Massimo Tarantini (1976)
- La professoressa di scienze naturali, regia di Michele Massimo Tarantini (1976)
- Squadra antifurto, regia di Bruno Corbucci (1976)
- Ultimo mondo cannibale, regia di Ruggero Deodato (1977)
- Squadra antitruffa, regia di Bruno Corbucci (1977)
- La soldatessa alla visita militare, regia di Nando Cicero (1977)
- Il figlio dello sceicco, regia di Bruno Corbucci (1977)
- Messalina, Messalina!, regia di Bruno Corbucci (1977)
- La soldatessa alle grandi manovre, regia di Nando Cicero (1978)
- Squadra antimafia, regia di Bruno Corbucci (1978)
- L'ultimo sapore dell'aria, regia di Ruggero Deodato (1978)
- Assassinio sul Tevere, regia di Bruno Corbucci (1979)
- Maschio, femmina, fiore, frutto, regia di Ruggero Miti (1979)
- Agenzia Riccardo Finzi... praticamente detective, regia di Bruno Corbucci (1979)
- Squadra antigangsters, regia di Bruno Corbucci (1979)
- Incubo sulla città contaminata, regia di Umberto Lenzi (1980)
- Delitto a Porta Romana, regia di Bruno Corbucci (1980)
- I carabbinieri, regia di Francesco Massaro (1981)
- Miracoloni, regia di Francesco Massaro (1981)
- Delitto al ristorante cinese, regia di Bruno Corbucci (1981)
- Il ficcanaso, regia di Bruno Corbucci (1981)
- Che casino... con Pierino, regia di Bitto Albertini (1982)
- La casa stregata, regia di Bruno Corbucci (1982)
- Assassinio al cimitero etrusco, regia di Sergio Martino (1982)
- Delitto sull'autostrada, regia di Bruno Corbucci (1982)
- Lo scorpione a due code, regia di Sergio Martino – film TV (1982)
- Cane e gatto, regia di Bruno Corbucci (1983)
- Dance Music, regia di Vittorio De Sisti (1983)
- Il diavolo e l'acquasanta, regia di Bruno Corbucci (1983)
- Delitto in Formula Uno, regia di Bruno Corbucci (1984)
- Champagne in paradiso, regia di Aldo Grimaldi (1984)
- Delitto al Blue Gay, regia di Bruno Corbucci (1984)
- Detenute violente, regia di Gianni Siragusa (1985)
- Scandalosa Gilda, regia di Gabriele Lavia (1985)
- Miami Supercops - I poliziotti dell'8ª strada, regia di Bruno Corbucci (1985)
- Superfantagenio, regia di Bruno Corbucci (1986)
- La signora della notte, regia di Piero Schivazappa (1986)
- L'uomo che non voleva morire, regia di Lamberto Bava (1988)
- Un delitto poco comune, regia di Ruggero Deodato (1988)
- Rimini Rimini - Un anno dopo, regia di Bruno Corbucci (1988)
- A cena col vampiro, regia di Lamberto Bava – film TV (1988)
- Il maestro del terrore, regia di Lamberto Bava – film TV (1988)
- Robowar - Robot da guerra, regia di Bruno Mattei (1989)
- Il gioko, regia di Lamberto Bava (1989)
- Sulle tracce del condor, regia di Sergio Martino (1990)
- La lupa, regia di Gabriele Lavia (1996)